# Ayça Naz İhtiyaroğlu
Ayça Naz İhtiyaroğlu est une ancienne joueuse de volley-ball turque née le 13 août 1984 à İstanbul. Elle mesure 1,68 m et jouait au poste de libero. Elle a totalisé 53 sélections en équipe de Turquie.

## Clubs
| Club                   | De        | À         |
| ---------------------- | --------- | --------- |
| Yeşilyurt İstanbul     | 2001-2002 | 2005-2006 |
| Galatasaray İstanbul   | 2006-2007 | 2006-2007 |
| Fenerbahçe Istanbul    | 2007-2008 | 2007-2008 |
| Yeşilyurt İstanbul     | 2008-2009 | 2008-2009 |
| Galatasaray İstanbul   | 2009-2010 | 2009-2010 |
| MKE Ankaragücü         | 2010-2011 | 2010-2011 |
| Ereğli Belediye        | 2011-2012 | 2012-2013 |
| Beşiktaş İstanbul      | 2013-2014 | 2014-2015 |
| Nilüfer Belediye       | 2015-2016 | 2015-2016 |
| İdmanocağı Spor Kulübü | 2016-2017 | 2016-2017 |
| Çanakkale Belediye     | 2017-2018 | 2017-2018 |

## Palmarès
- Challenge Cup
  - Finaliste : 2014.